# 第52回日本レコード大賞
第52回日本レコード大賞（だい52かいにほんレコードたいしょう）は、2010年（平成22年）12月30日に新国立劇場中劇場で行われた52回目の『日本レコード大賞』である。

## 概要
第52回の大賞は、EXILEの「I Wish For You」に決定した。EXILEは3年連続3度目の受賞で、3連覇は第45回の浜崎あゆみ以来7年ぶり史上2組目、男性歌手・グループとしては史上初。大賞受賞曲を発表したプレゼンターは制定委員長の服部克久。
なお、最優秀新人賞はスマイレージに決定した。日本人歌手が受賞したのは、第49回以来3年ぶり。ハロー!プロジェクト所属歌手の受賞は第40回のモーニング娘。・第49回の℃-uteに続いて3組目。また、スペシャルプレゼンターとして俳優の阿部寛が務めた（阿部は2011年1月2日放送の『東野圭吾ミステリー 赤い指〜「新参者」加賀恭一郎再び!』に主演し、同番組の告知も行われた）。例年、最優秀新人賞の発表は大賞の前に行うが、今回は20時過ぎに繰り上げての発表になった。また例年最優秀新人賞の発表は新人賞受賞者がステージ上に整列して行うが今回は発表時に少女時代が会場にいなかったため行われなかった。
最優秀歌唱賞は近藤真彦に決定した。大賞・最優秀歌唱賞・最優秀新人賞の主要3賞をすべて獲得したのは史上5組目。ジャニーズ事務所所属の歌手が参加したのは、第37回のSMAP（「KANSHAして」が優秀作品賞）以来15年ぶり。
司会は昨年に続いて堺正章と藤原紀香が務めた。
視聴率は、第2部（19時～21時54分）が前年より1.5P高い15.0%、2年ぶり15%台に回復したものの、時間帯では3位に下がった。裏番組では、日本テレビの『ぐるナイ最終ゴチクビ決定戦!第2部』が17.5%で時間帯1位だった。数字はビデオリサーチ社調べ・関東地区。
なお、テレビ放送におけるレコード大賞としては最後のアナログ放送となった。
また、この回をもって、ブロンズ像の授与が最後となった。

## 放送時間
- テレビは、2007年・第49回以来3年ぶりに18:30～21:54の3時間半に変更され、前年より30分縮小され、直後番組は廃止した[3]。
  - 番組の30分削った分と直後番組廃止分は「たけしが鶴瓶に今年中に話しておきたい5〜6個のこと」が入り、2012年まで続いた。
- ラジオは、18:30～22:00（MROラジオ・SBSラジオ・RCCラジオは19:00～）となり、前年よりネット局は90分、制作局のTBSラジオは115分の縮小となった[4]。

## 司会
- 堺正章
- 藤原紀香
  - TBSアナウンサー
    - 安住紳一郎（事前番組の司会も担当）
    - 枡田絵理奈
    - 加藤シルビア

### ラジオ中継進行
- 向井政生（TBSアナウンサー）

## 受賞作品・受賞者一覧

### 日本レコード大賞
- 「I Wish For You」
- 歌唱：EXILE
- 作詞：michico / 作曲：T. Kura, michico / 編曲：T. Kura
- プロデューサー：HIRO
- プロダクション：LDH
- レコード会社：エイベックス・エンタテインメント

### 最優秀歌唱賞
- 近藤真彦「心 ざんばら」他[注釈 2]

### 最優秀新人賞
- スマイレージ「夢見る 15歳」

### 最優秀アルバム賞
- いきものがかり「ハジマリノウタ」

### 優秀作品賞（大賞ノミネート作品）
- いきものがかり「ありがとう」
- AKB48「Beginner」
- EXILE「I Wish For You」
- w-inds.「New World」
- 植村花菜「トイレの神様」
- GIRL NEXT DOOR「Ready to be a lady」
- AAA「逢いたい理由」
- 氷川きよし「虹色のバイヨン」
- BIGBANG「Tell Me Goodbye」
- 水森かおり「松島紀行」

### 新人賞（最優秀新人賞ノミネート）
- ICONIQ「Change Myself」
- 菊地まどか「人恋さんさ」
- 少女時代「Gee」
- スマイレージ「夢見る 15歳」

### 優秀アルバム賞
- 斉藤和義「ARE YOU READY?」
- 中村中「少年少女」
- いきものがかり「ハジマリノウタ」
- 西野カナ「to LOVE」
- JUJU「JUJU」

### 作曲賞
- FUNKY MONKEY BABYS／川村結花「あとひとつ」（歌：FUNKY MONKEY BABYS）

### 編曲賞
- Jin Nakamura「ふたつの唇」（歌：EXILE）

### 作詩賞
- 植村花菜「トイレの神様」（歌：植村花菜）

### 日本作曲家協会奨励賞
- さくらまや

### 企画賞
- 「あの素晴しい曲をもう一度〜富澤一誠・名曲ガイド。時代が生んだ名曲39曲〜」
- KARA「KARA SPECIAL PREMIUM BOX FOR JAPAN」
- 天童よしみ「16粒の愛の物語」
- 「世紀のビッグショー 美空ひばりと石原裕次郎 ヒットパレード（上・下）」「世紀のビッグショー 石原裕次郎と美空ひばり 二人の愛唱歌（上・下）」「世紀のビッグショー スペシャルCD」
- 岩崎宏美「Dear Friends BOX」

### 特別功労賞
- 石井好子
- 江口浩司
- 谷啓
- 星野哲郎
- 吉岡治

### 特別賞
- 坂本冬美「また君に恋してる」[注釈 3]

### 音楽文化賞
- 加山雄三

## 審査委員
- 審査委員長：川崎浩（毎日新聞）
- 審査委員・幹事（23人）=23人に審査委員長含む
  - 新聞記者（14人）：読売新聞、毎日新聞、日本経済新聞、産経新聞、東京新聞、時事通信、日刊スポーツ、スポーツニッポン、報知新聞、サンケイスポーツ、デイリースポーツ、東京中日スポーツ、東京スポーツ、夕刊フジ。
  - JNN系列放送局4社（4人）：MBS毎日放送、CBC中部日本放送、RKB毎日放送、HBC北海道放送。
  - 音楽評論家・音楽プロデューサー（5人）

## TV中継スタッフ
- 構成：伊藤正宏、大野ケイスケ、櫻井昭宏、小泉泰成
- ナレーション：古野顕一
- 取材：三好千春、村山由紀子、板垣寿美
- 演奏
  - 音楽監督・編曲・指揮：服部隆之
  - 編曲：宮下博次
  - THE BAND
    - Piano：倉田信雄
    - Synthesizer：田代修二
    - Bass：渡辺直樹
    - Drums：伊藤史朗／島村英二
    - Percussion：藤井珠緒
    - Guitar：古川昌義、土方隆行／松原正樹
    - Trumpet：菅坡雅彦、横山均、河東伸夫
    - Trombone：広原正典、花坂義孝
    - Saxophone：ボブ・ザング、近藤淳
    - Chorus：木戸やすひろ、比山貴咏史、広谷晴子

  - RUSH by TAKASHI KATO
    - Violin/Top：加藤高志
    - Violin/1st：押鐘貴之、伊能修、松本亜土、西本幸弘、岡部憲
    - Violin/2nd：加藤亜紀子、杉野裕、藤堂昌彦、桐山なぎさ、入江茜、氏川恵美子
    - Viola：古川原裕仁、榎戸崇浩、渡部安見子、渡辺一雄
    - Cello：堀沢寛己、丸山泰雄
    - Contrabass：齋藤順、一本茂樹

  - Asakawa Musicians：朝川朋之、和智秀樹、柴山好江
  - ミュージシャンコーディネート：フェイスミュージック
- 新国立劇場スタッフ
  - TM：長谷川晃司
  - TP：香取良和
  - TD：荒木健一
  - カメラ：藤田栄治
  - カムリモート：野坂和恵
  - VE：小林陽二
  - 照明：近藤明人、原昇
  - 音声：森和哉、相馬敦
  - PA：池戸和幸、小暮倫見
  - 音効：岡本智宏
  - プロンプター：鈴木祭
  - 通話回線：小池真一
  - 美術プロデューサー：飯田稔
  - 美術デザイナー：三須明子
  - 美術制作：長谷川隆之
  - 装置：古川俊一
  - 美術メカシステム：庄子泰広
  - 電飾：斉藤貴之
  - LEDグラフィックス：三野智史
  - 装飾：野呂利勝
  - アクリル装飾：渡邊卓也
  - 特殊効果：矢島克祐
  - 楽器：高井啓光
  - 衣裳：原口恵里
  - 持道具：貞中照美
  - 化粧：吉田謙二
- OAサブスタッフ
  - TD：伊東修
  - VE：高橋康弘
  - 音声：尾崎宗弘
  - 音効：太田誠也
  - CG：森享宏、藤井晶之
  - 回線：掛田大輔
  - VTRルーム：加藤孝祐、小川義也
  - MA：橋本大
  - 編集：藤森唯史、江川賢市
  - TK：葛貫明子
  - VTR担当：清宮嘉浩、妹尾篤志
  - 演出：渡邊真二郎
- TK：長谷川道子
- 資料協力：レコチョク
- 技術協力：MBS毎日放送、東通、ティ・エル・シー、エヌ・エス・ティー、TAMCO、赤坂ビデオセンター、Pro Cam、テクト、ラ・ルーチェ、NEXION、ダブルビジョン、PRGアジア、SJP、MTPlanning、PVC
- 協力：新国立劇場運営財団
- 制作協力：BMC
- 公開：廣中信行、松元裕二、中野智之、齊藤絵里子
- AP：鹿渡弘之、神田祐子、野村絋子、塩村香里
- 制作進行：廣田彰大
- 演出スタッフ：加古紗耶子、高安良弥、太田雄視、橘信吾、大木さやか、高川浩子
- 舞台監督：植木修一
- ライブ演出：木田国士
- プロデューサー：落合芳行、服部英司、篠塚純、渡辺信也
- 総合演出：木田将也
- 製作著作：TBS
- 主催：社団法人 日本作曲家協会

## その他
- この番組でも過去の日本レコード大賞の受賞者の楽曲を紹介したが、前日の2010年12月29日には、「レコード大賞前夜祭 あの頃あのメロディー 日本の歌謡史50年スペシャル」が18:30～20:54に放送された。